# تيم كيلهير
تيم كيلهير (بالإنجليزية: Tim Kelleher)‏ هو موسيقي وعازف قيثارة أمريكي، ولد في 4 أكتوبر 1980 في فينيكس في الولايات المتحدة.